# Nemain
Nemain es la diosa irlandesa de la guerra, una Tuatha Dé Danann, esposa de Nuada. El significado de su nombre es “venenoso” o “terrible”.

## Historia
Era parte de un grupo de deidades de la guerra compuesto por ella, Morrigan, Macha y Badb, que en ocasiones aparecían como mujeres hermosas y en otras como cuervos que graznaban en las batallas.
Murió junto a su marido, cuando los miró el ojo de Balor.
- Datos: Q1536050